# Национальный олимпийский комитет Федеративных Штатов Микронезии
Национальный олимпийский комитет Федеративных Штатов Микронезии (англ. Federated States of Micronesia National Olympic Committee) — организация, представляющая Федеративные Штаты Микронезии в международном олимпийском движении. Основан в 1995 году, зарегистрирован в МОК в 1997 году.
Штаб-квартира расположена в Паликире. Является членом Международного олимпийского комитета, Национальных олимпийских комитетов Океании и других международных спортивных организаций. Осуществляет деятельность по развитию спорта в Федеративных Штатах Микронезии.